# リッペ川

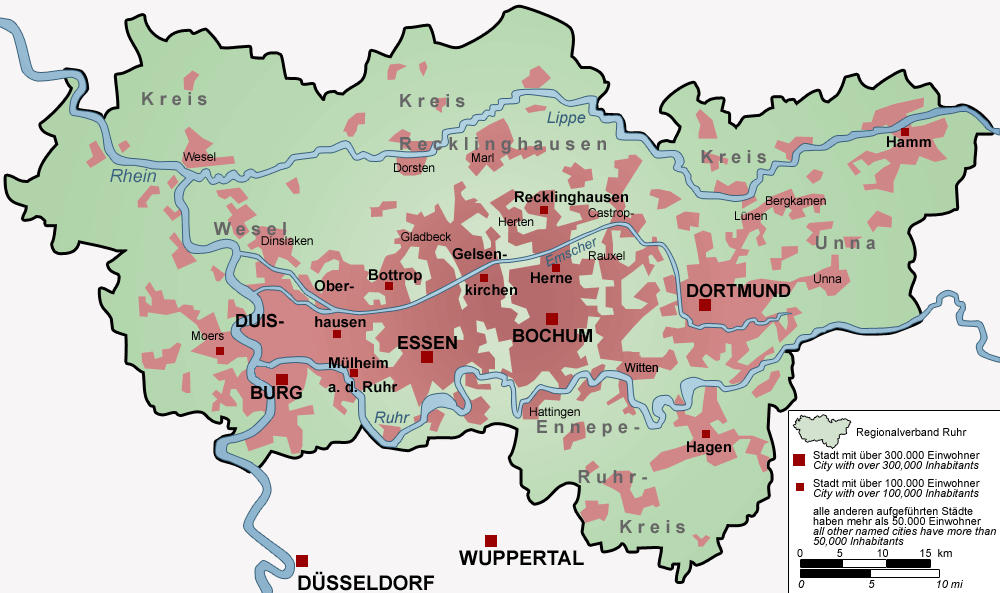
ルール地方ではリッペ川 (一番上) が南側のエムシャー川やルール川とほぼ平行に流れている。

リッペ川 (リッペがわ、Lippe、ドイツ語発音: [ˈlɪpə]) は、ドイツのノルトライン＝ヴェストファーレン州を流れる河川である。パーダーボルン近郊のバート・リップシュプリンゲにあるトイトブルクの森の源流から高低差125メートルを流れ下ってライン川に注ぐ全長220.3キロメートルの川で、集水域は4,890平方キロメートルに及ぶ。パーダーボルンからリップシュタットを西に進み、ルール地方の北端に沿ってエムシャー川およびルール川に平行に流れ、ヴェーゼルでライン川と合流する。

## 歴史
リッペ川は、古代ローマ時代から物流ルートとして使われていた。ローマ人にとって、リッペ川はゲルマニアへの玄関口にあたり、ライン川からパーダーボルン周辺に物資を水運で輸送していた。このため、リッペ川の河畔にはローマの宿営地跡が多数見つかっている。特に、ハルターンの宿営地跡は皇帝ティベリウスの本陣と考えられている。これらの宿営地は概ね30キロメートルごとに見つかっており、これは当時の軍勢の1日の行軍距離に相当する。ハルターンの他、オルフェン、クサンテン、オベラーデン、ホルスターハウゼン、アンレッペン、ベッキングハウゼンでも宿営地跡が見つかっている。 
今日では、水路としてはハムを境に大きく2つに分かれており、ハム以東の上流側は田舎がちで、産業は下流側に集積している。リッペ川は1820年から部分的ながら船舶が航行できるようになっていたが、工業製品の輸送に耐えるものではなかった。 
この状況を一変させたのは1840年代にケルン・ミンデン鉄道が開通し、ケルンのようなライン川沿いに港を持つ大都市とヴェーザー川の交易都市とハムが接続されてからである。ケルン・ミンデン鉄道はルール地方北部の炭坑と鉄鋼業の発展にも大きく寄与した。石炭の採掘はエムシャー川流域で19世紀半ばに始まり、その後数十年で北方向に伸び、リッペ川流域まで広がった。1860年代には早くも地盤沈下や水質汚濁などの問題が起き始めていた。ハムやリューネン、ハルターン、ドルステンは古くからの小集落だったが、20世紀に入る頃から炭坑が拓かれて発展した。しかし、急速な工業化によりリッペ川とその支流の水質汚濁は深刻になり、1913年にゼーゼケ共同組合 (Sesekegenossenschaft)、さらには1926年に水利団体としてリッペ水利組合(Lippeverband) が設立された。また、リッペ川に並走して1914年にダッテルン・ハム運河、1930年にヴェーゼル・ダッテルン運河が開削されたが、いずれも大量輸送に利用できる規模ではなかった。ダッテルン・ハム運河には、ハムに西ドイツ運河水利組合 (Wassserverband WestdeutscheKanäle) が運営する水交換施設があり、リッペ川との間で水のやり取りが行われている。通常はリッペ川から取水して運河に給水しているが、渇水でリッペ川の流量が毎時10立方メートルを下回ると、逆に運河の水をリッペ川に送って流量を維持するようになっている。この場合、運河はライン川から取水して水位を維持する。 
1970年代に至るまで、水質汚濁が世論で大きな位置を占めることはなかったが、ここ数十年で環境政策は大きく変わっている。国レベル、特にEUの環境基準は、自然環境の改善に多大な努力を払うよう要求しており、今日ではリッペ川の氾濫原におけるFFHサイト (Flora, Fauna, Habitatの略で、植物相・動物相・生息地の維持・回復に取り組むエリア) への資金拠出プロジェクトやEU水政策枠組み指令に基づく政府取り組みなど、積極的な取り組みが行われている。 

### 支流
リッペ川の支流には主なものとして以下がある。 
- 左岸側：パーダー川、アルメ川、アーゼ川、ゼーゼケ川
- 右岸側：テューン川、グレーネ川、シュテヴァー川

### 流域の都市および町
- 町： ヴェーゼル 、 ドルステン、マール、リューネン、ハルターン
- 都市： パーダーボルン、リップシュタット、ハム